# Faryd Mondragón
Faryd Camilo Mondragón Alí (Cáli, 21 de junho de 1971) é um ex-futebolista colombiano que atuava como goleiro.
Anunciou sua aposentadoria em julho de 2014, aos 43 anos, após quebrar o recorde de jogador mais velho a entrar em campo numa Copa do Mundo. No entanto, foi superado pelo também goleiro Essam El-Hadary, que aos 45 anos e 161 dias, atuou pelo Egito na Copa do Mundo de 2018.

## Carreira
Iniciou sua carreira no Deportivo Cali, da Colômbia, em 1990. Anos depois se aposentaria no clube.
Pela Seleção Colombiana, foi convocado para a Copa do Mundo de 2014 no Brasil, quando quebrou o recorde de jogador mais velho a disputar uma partida de Copa do Mundo, com 43 anos e três dias. O feito ocorreu durante a partida contra o Japão, em 24 de junho de 2014, vencida pela Colômbia por 4–1. Mondragón entrou em campo aos 39 minutos do segundo tempo, substituindo o goleiro titular David Ospina e ainda fez uma defesa no último minuto evitando o que seria o segundo gol da equipe japonesa. O recorde anteriormente pertencia ao camaronês Roger Milla, que disputou três Copas do Mundo (1982, 1990 e 1994) e fez sua última partida em mundiais aos 42 anos e 39 dias.

## Títulos
Independiente
- Supercopa Sul-Americana: 1994
- Recopa Sul-Americana: 1995

Galatasaray
- Campeonato Turco: 2001–02 e 2005–06
- Copa da Turquia: 2004–05

Deportivo Cali
- Campeonato Colombiano: 2014